# Erebia kefersteinii
Erebia kefersteinii är en fjärilsart som beskrevs av Eduard Friedrich Eversmann 1851. Erebia kefersteinii ingår i släktet Erebia och familjen praktfjärilar. Inga underarter finns listade i Catalogue of Life.